# Mesoleius opticus
Mesoleius opticus är en stekelart som först beskrevs av Johann Ludwig Christian Gravenhorst 1829.  Mesoleius opticus ingår i släktet Mesoleius och familjen brokparasitsteklar. Arten är reproducerande i Sverige. Utöver nominatformen finns också underarten M. o. furax.